# Blåsträsket (Arvidsjaurs socken, Lappland)
Blåsträsket är en sjö i Arvidsjaurs kommun i Lappland och ingår i Byskeälvens huvudavrinningsområde. Blåsträsket ligger i Byskeälven Natura 2000-område.